# Cándida Dardalla
Cándida Dardalla Rodríguez (Sevilla, 1841-Barcelona, 1880) fue una actriz de teatro española.

## Biografía
Nació en 1841 en Sevilla, hija de José María Dardalla Gutiérrez, que dirigía una compañía especializada en «género andaluz» con la que Cándida se presentó en septiembre de 1856 en el teatro del Príncipe de Madrid, en el estreno de La vaquera de la Finojosa, drama en tres actos de Luis de Eguílaz, representando con Fernando Ossorio el papel protagonista, escrito para ella. Brilló en la escena barcelonesa por las décadas de 1860 y 1870, en el Teatro del Circo. Interpretó obras de Ayala, Larra y Eguílaz, entre otros. De etnia gitana, en opinión de Antonio J. Bastinos, «en los papeles de dama no convencía, pues le faltaban voz y figura; era una especie de Marini, actriz italiana que arrebataba cuando hacía la Pamela de Goldoni, u Il figlio de la selve, y enfriaba en Medea o en otros dramas pasionales e intensivos». Dardalla, que estuvo casada con el también actor Antonio Zamora, falleció en Barcelona hacia enero de 1880.